# 437
Évszázadok: 4. század – 5. század – 6. század
Évtizedek: 380-as évek – 390-es évek – 400-as évek – 410-es évek – 420-as évek – 430-as évek – 440-es évek – 450-es évek – 460-as évek – 470-es évek – 480-as évek
Évek: 431 – 432 – 433 – 434 –  435 – 436 – 437 – 438 – 439 – 440 – 441

## Események

### Nyugat- és Keletrómai Birodalom
- Flavius Aetiust és Flavius Sigisvultust választják consulnak.
- III. Valentinianus nyugatrómai császár 18 évesen nagykorúvá válik. Anyjának, Galla Placidiának régenssége véget ér, de politikai befolyása haláláig megmarad.
- III. Valentinianus Konstantinápolyban feleségül veszi II. Theodosius keletrómai császár lányát, Licinia Eudoxiát.
- Az év elején Litorius, Aetius hadvezére a hunok segítségével felmenti a vizigótok által ostromolt Narbo Martiust (ma Narbonne).

## Születések
- I. Childerich, frank király († 481)

## Halálozások
- Bereai Akakiosz ókeresztény író

## Fordítás
- Ez a szócikk részben vagy egészben  a(z)   437 című angol Wikipédia-szócikk ezen változatának fordításán alapul.  Az eredeti cikk szerkesztőit annak laptörténete sorolja fel. Ez a jelzés csupán a megfogalmazás eredetét és a szerzői jogokat jelzi, nem szolgál a cikkben szereplő információk forrásmegjelöléseként.